# Woinshet Girma
Tafa Woinshet Girma (28 juli 1986) is een voormalige Ethiopische langeafstandsloopster, die gespecialiseerd was in de marathon.

## Loopbaan
In 2006 werd Girma derde op de marathon van Turijn en vijfde op de marathon van Stockholm.
Op 26 april 2009 won Woinshet Girma de Sant' Antonio Marathon met een tijd van 2:31.03. Bijna een half jaar later, op 18 oktober 2009 werd ze tweede op de marathon van Amsterdam. Met een persoonlijke recordtijd van 2:29.50 finishte ze achter haar landgenote Eyerusalem Kuma, die de wedstrijd won in 2:27.43. De tot Nederlandse genaturaliseerde Hilda Kibet werd derde in 2:30.33.

## Persoonlijke records
| Onderdeel      | Prestatie | Datum           | Plaats    |
| -------------- | --------- | --------------- | --------- |
| halve marathon | 1:11.13   | 21 oktober 2012 | Reims     |
| 30 km          | 1:43.59   | 17 oktober 2010 | Amsterdam |
| marathon       | 2:27.51   | 17 oktober 2010 | Amsterdam |

## Palmares

### halve marathon
- 2011:  halve marathon van New Orleans - 1:12.08
- 2012:  halve marathon van Reims - 1:11.13

### marathon
- 2006: 4e marathon van Treviso - 2:35.48
- 2006: 5e marathon van Stockholm - 2:46.50
- 2006:  marathon van Turijn - 2:38.30
- 2007: 10e marathon van Rome - 2:43.11
- 2007: 4e marathon van Addis Ababa - 2:45.03
- 2008:  marathon van Thessaloniki - 2:50.06
- 2009:  marathon van Padova - 2:31.03
- 2009:  marathon van Amsterdam- 2:29.50
- 2010: 9e marathon van Dubai - 2:32.07
- 2010: 4e marathon van Boston - 2:28.36
- 2010: 4e marathon van Amsterdam - 2:27.51
- 2011: 12e marathon van Boston - 2:28.48
- 2011:  marathon van Honolulu - 2:31.41
- 2012:  marathon van San Diego - 2:33.59
- 2012:  marathon van Honolulu - 2:32.22
- 2013: 6e marathon van Daegu - 2:36.28
- 2013:  marathon van Addis Ababa - 2:44.09
- 2013:  marathon van Hengshui - 2:32.04
- 2013:  marathon van Honolulu - 2:36.10
- 2014: 6e marathon van Hongkong - 2:38.29
- 2014: 5e marathon van Honolulu - 2:33.20
- 2015: 5e marathon van Honolulu - 2:40.26